# スティーヴ・ハウィー (俳優)
スティーヴ・ハウィー（Steve Howey, 1977年7月12日 - ）は、アメリカ合衆国出身の俳優である。

## 出演作品

### テレビ
- シェイムレス 俺たちに恥はない（ケヴィン）
- New Girl / ダサかわ女子と三銃士
- サイク/名探偵はサイキック?
- ER Ⅶ 緊急救命室 #1（エルジー）

### 映画
- STUBER/ストゥーバー Stuber (2019) - フェリックス
- イン・ユア・アイズ 近くて遠い恋人たち In Your Eyes (2014) - ボー・ソームズ
- Something Borrowed/幸せのジンクス（マーカス）
- ブライダル・ウォーズ
- 最‘恐?!’絶叫計画
- DOA/デッド・オア・アライブ
- スーパークロス（ＫＣ・カーライル）
- デイ・シフト（マイク・ナザリアン）